# IZoo

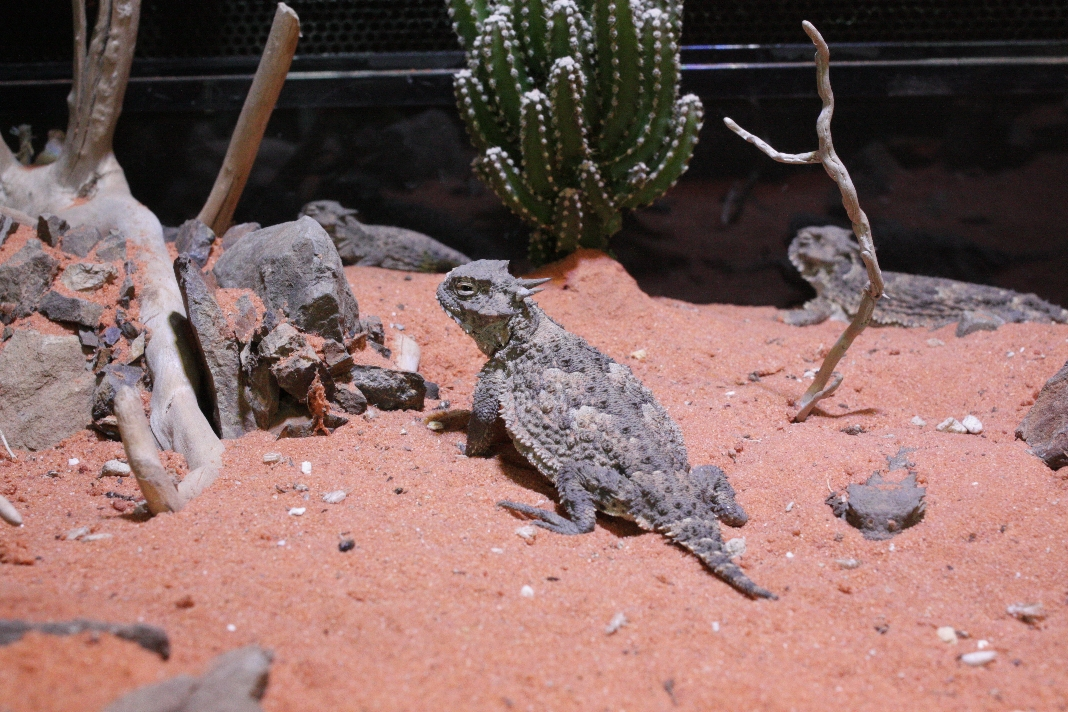
サバクツノトカゲの展示

iZoo（イズー）は、静岡県賀茂郡河津町南部の浜地区、菖蒲沢（しょうぶざわ）エリアにある動物園（爬虫類館）。
2012年（平成24年）12月15日に開館。前身は伊豆アンディランド（後節参照）。
姉妹施設として、同町北部の梨本地区（河津七滝付近）にあるカエル館「KawaZoo（カワズー）」がある。
また、南伊豆町の「波勝崎モンキーベイ」も同じ事業主が運営している。

## 沿革と施設概要
亀専門の伊豆アンディランド（2012年8月20日に閉館）が4か月間のリニューアル工事を行い、爬虫類をコンセプトにして開園した。爬虫類館として、世界中からさまざまな種類の、カメやトカゲやワニ、カメレオン、ヘビなど爬虫類を集める。また、カエルなど両生類、及びダンゴムシなど昆虫類（虫）に加え、ビーバーなど哺乳類やフクロウなど鳥類（猛禽類）を展示する。爬虫類の豊富さは日本トップクラスである。
日本最大のゾウガメを飼育しており、また70頭以上のアルダブラゾウガメを展示し、繁殖を行う日本最大のゾウガメ牧場（繁殖地）である。
2013年4月25日からはミミナシオオトカゲの世界初の生体展示をしている。ミミナシオオトカゲ(Lanthanotus borneensis)は地球上で最も珍しいトカゲとされ、世界で唯一iZooで生体展示が行われ生態の解明をしている。
また、「体感型動物園」を謳っているように、爬虫類などと触れ合える「ふれあいコーナー」が数か所設置されている。リクガメのふれあいやエサやり体験は、アカアシガメ、キアシガメ、アルダブラゾウガメ、エロンガータリクガメ、ヘルマンリクガメ、パンケーキガメ、ホシガメ、ホウシャガメが行え、記念撮影が行える種もある。
園内の通路は全てブラックパイン（黒松）と呼ばれるウッドチップが敷き詰められている。これは来園者に「ジャングルに来た気分」にさせる工夫と紹介されている。。
一般家庭で飼えなくなった爬虫類や両生類を、特定外来生物を除き引き取る活動を行っている。さらに園長の白輪剛史は外来種問題の解決策としてアカミミガメ無制限引き取りを宣言した。
敷地内に爬虫類・両生類に特化した動物病院「iZooの病院」が併設されており、治療のほか爬虫類ドックを導入した健康診断も行っている。
館内に、「DRAGON　Lunch（ドラゴンランチ）」というレストランがあり、ワニ料理などがメニューにある。
2013年12月30日、世界最大の「オオアナコンダ」の展示がスタートした。体長約6.8メートル、胴回り最大約80センチ、体重約104キロのオオアナコンダは、正式な記録として残っている飼育下で世界最大と伊豆新聞は伝える。
2014年7月10日に世界で初めてミミナシオオトカゲの飼育下での産卵に成功した。縦26ｍｍ、横16ｍｍの卵、6個が確認されたと静岡放送は伝える。2014年12月7日に世界で初めてミミナシオオトカゲの人工ふ化に成功したと共同通信が報じた。
2019年5月には、2018年に亡くなった漫画家のさくらももこが生前飼っていたビルマホシガメを譲受、園内で展示している。
2023年3月23日、ウクライナの動物園から避難してきたオスとメスのペアのアルマジロトカゲが一般展示された。経済産業省によると、 紛争地から生き物を避難のために受け入れた事例は極めて珍しいという。

## CMソング
「iZooはいずこだ!? 伊豆! iZoo!」
ヒャダインの歌うCMソング。iZooの売店「ジャングルギフト」のみでの販売。
また、着うた用の30秒バージョンが公式サイトで無料配布されている。
当館は2012年のCMに関して、CMの映像は爬虫類だらけであり見るのも嫌だという者も多いと推測し何件かクレームもあるとした上で、「爬虫類を好きになってと強制はしないけれど、先入観で嫌いっていうのを緩和するのがiZooの仕事。」と、公式フェイスブックに記した。

## 主な展示
- イリエワニ
- インドガビアル
- ガラパゴスゾウガメ
- アルダブラゾウガメ
- アメフクラガエル
- アカメアマガエル
- エリマキトカゲ
- カイマントカゲ
- アメリカドクトカゲ
- メキシコドクトカゲ
- アミメニシキヘビ
- トウブダイヤガラガラヘビ
- アリヅカニシキヘビ
- ジャクソンカメレオン
- キングコブラ
- フトアゴヒゲトカゲ
- ボールニシキヘビ
- オオアナコンダ
- ヒメカメレオン
- ヒルヤモリ
- マダガスカルヘラオヤモリ
- タンザニアジャイアントバンデットウデムシ
- アメリカビーバー
- ハダカデバネズミ
- タンチョウ
- ミミナシオオトカゲ
など[3][22][23]

## 営業時間
- 9:00〜17:00（最終入園 16:30）
- 年中無休

## 料金
- 大人（中学生以上） 2,000円（団体割引 1,700円）
- 小人（小学生） 800円（団体割引 600円）
- 幼児（6歳未満） 無料

## 伊豆アンディランド
前身の「伊豆アンディランド」は1986年4月に開館し、日本で唯一のカメ専門水族館として「亀族館」（きぞくかん、かめぞくかん）と称した。館の展示動物はガラパゴスゾウガメ、アルダブラゾウガメなどの陸カメ類、スッポン、マタマタ、ワニガメなど淡水カメ類が主で、これは創設者がスッポンの健康食品会社「宝仙堂」であるため。カメのコレクションは日本一で、約100種100匹以上を飼育し、26年間存続した。館の名物は「カメレース」で、また、「亀は万年」にちなみ「鶴も千年」で飼育した。2005年には保護したウミガメの卵を孵化させ、河津町の今井浜で放流も行った。映画『小さき勇者たち〜ガメラ〜』（2006年）で使われた実物模型は角川ヘラルド映画より譲渡されたものである。
日本テレビ『ここ掘れ!ワンワン!』によると、伊豆アンディランドは奥行きを感じさせるレイアウトや、動物の生態を見せる行動展示などの工夫がなく、タンチョウやウサギがいるなどコンセプトがずれていた。そこで、専門家による再生の為に事業譲渡が計画された。
2012年春、白輪剛史が買収し引き継ぐ。2012年8月20日、リニューアルのため、「伊豆アンディランド」は一時閉鎖し、新施設「iZoo」へ改修作業に入った。同年12月15日、河津町の相馬宏行町長や、どうぶつエッセイストのダックス小峰も来館する中、開業した。
伊豆アンディランドのキャラクター名になった開園時から飼育されたゾウガメ「アンディ」は1997年に死亡したが、同じくキャラクター名となった「キャッシー」は2012年現在、健在である。
伊豆アンディランドは「ゾウガメ牧場」として、日本で初めてアルダブラゾウガメの人工繁殖に成功し、1994年に繁殖賞を受賞し、その後、何度も繁殖に成功した。

### ガラパゴスゾウガメ「ラック」
伊豆で飼育される「ラック」は、ガラパゴス諸島サンタ・クルス島のガラパゴスゾウガメ亜種サンタクルスゾウガメの雄であり、甲長110cm超、体重200Kg超で日本最大であり、1886年以前産まれ（推定126歳以上、2012年現在）という個体で、1985年7月19日米国より輸入された。2012年8月、ラックは日本テレビ「ここ掘れ!ワンワン!」に出演し、逸走してスタジオを沸かせ、開園予定のiZooのPRに一役買った。また他のイベントにも出演した。ラックはカメラを向けると、ポーズを取り、あごの下をなでられると喜ぶなど、人に慣れた個体である。
この館のガラパゴスゾウガメ「ラック」は日本国内全3頭のうちの1頭である。なお、日本にいる個体は全てオスである（2012年現在）。また、この館のアルダブラゾウガメで一番大きな個体はオスの「ロッキー」である（2012年現在）。

### テレビ番組
テレビ東京『モヤモヤさまぁ〜ず2』の2012年元日スペシャル「モヤさまアワード2012」において、モヤさまアワード2012「ナイスキャラ2012」部門の大賞に「奇跡の素人」とされた伊豆アンディランドの「カメボーイ」こと渥美良（キーパー：飼育員）が選ばれた（2013年1月1日 12:30〜14:00放送）。渥美のカメレースの実況が話題となった。
2010年のTBS『Nスタ』において、諫早湾で発見された生物につき、「伊豆アンディランド」が取材をうけ、写真から「ニホンスッポン」と思われるとし、諫早湾周辺にはスッポンが多く生息していると紹介した。